# Élections municipales palestiniennes de 2017
 (septembre 2017).
Les élections municipales palestiniennes de 2017 se déroulent en 2017,,.
Les élections devaient se tenir en Cisjordanie et dans la bande de Gaza, mais le boycott des élections par le Hamas pousse la commission électorale à ne pas organiser les élections dans la Bande de Gaza, qui sont repoussées sine die.

## Contexte
Le 23 juin 2016, Rami Hamdallah, Premier ministre, annonce des élections municipales pour le 8 octobre 2016. Toutes les factions palestiniennes, y compris le Hamas, ont salué la décision de tenir les élections et ont décidé d'y participer, à l'exception du Jihad islamique palestinien, qui a annoncé le 8 août 2016 son boycott des élections, affirmant que ce n'est pas "un moyen approprié de sortir de l'impasse nationale palestinienne". Au lieu de cela, le Hamas et le Fatah ont appelé à la réconciliation et à la réconciliation nationale.

### Report
Le 8 septembre 2016, la Haute Cour de justice palestinienne à Ramallah a décidé de reporter la tenue d'élections en raison de divergences politiques entre le Hamas et le Fatah et de ne pas participer à Jérusalem avant le 3 octobre 2016. En raison des divergences, le Hamas a boycotté les élections, et a refusé de les tenir dans la Bande de Gaza, affirmant qu'elle ne participerait pas jusqu'après avoir "mis fin aux différends, réalisé la réconciliation et unifié les institutions palestiniennes, y compris aux niveaux politique, judiciaire et sécuritaire".
Le 31 janvier 2017, l'Autorité palestinienne a annoncé que des élections auraient lieu le 13 mai 2017 en Cisjordanie et dans la bande de Gaza. Cependant, le rejet par le Hamas de cette décision a incité la Commission électorale centrale à organiser des élections uniquement en Cisjordanie et à reporter les élections à une date ultérieure dans la bande de Gaza.

## Participants
Le 16 août 2016, le Comité central des élections a commencé à recevoir les candidatures et le 25 août 2016, la date limite de candidature a expiré. La liste de l'Alliance démocratique (une liste électorale composée du Front populaire de libération de la Palestine, du Front démocratique de libération de la Palestine, de l'Union démocratique palestinienne, du Parti du peuple palestinien et du Palestinien Initiative nationale, elle s'est présentée le 16 août 2016. Fatah a annoncé qu'il se présenterait aux élections sous le nom de «Bloc de libération nationale et de construction». Dans un communiqué du 15 août 2016, Fayez Abu Eita un porte-parole du Fatah a annoncé que les sous-comités des organes locaux travaillent à finaliser les listes de candidats avant la date limite de la Commission électorale centrale. Hamas a annoncé qu'il soumettrait des candidatures pour non Hamas a conservé le nom de "changement et réforme" pour son bloc des élections précédentes. Quatre factions de l'OLP et le Front de libération de la Palestine, le Front de libération arabe, le Front de lutte populaire palestinienne et le Front arabe palestinien, se disputent les élections ensemble en tant qu'« Alliance démocratique nationale ».
Le 16 août 2016, lors de la soumission de la demande d'explication, les dirigeants de l'Alliance nationale démocratique ont affirmé qu'ils étaient alliés au Fatah.
Le 22 août 2016, une liste indépendante du conseil municipal de Gaza a été enregistrée auprès de la Commission électorale centrale. Au 25 août 2016, quatre listes pour les élections municipales étaient connues à Naplouse, à savoir: La liste de l'Alliance démocratique dirigée par Magda Al-Masry, la liste indépendante de la jeunesse dirigée par Muhammad Jihad al-Dweikat, Naplouse pour tous dirigée par Adly Yaish (une alliance entre Adli Yaish et le (Mouvement Fatah) et la liste des jeunes indépendants dirigée par Muhammad al-Shunar. Sur les 416 organismes locaux, seuls 196 ont soumis plusieurs listes. Dans 38 collectivités locales, aucune liste de candidats n'a été présentée. Dans 181 cas, une liste a été soumise, ce qui lui a permis de gagner par acclamation tandis qu'une liste incomplète a été présentée dans un cas. La CEC a reçu 163 objections à la présentation initiale des candidats. Sept candidats ont été disqualifiés après que le comité a pris des mesures à leur égard.
Le 13 mars 2017, le Front populaire pour la libération de la Palestine a suspendu sa participation aux élections, affirmant qu'il avait pris la décision de protester contre la répression des manifestations pacifiques devant le complexe judiciaire de Ramallah  et Al-Bireh gouvernorat le 12 mars 2017. Le 28 mars 2017, le Comité central des élections a ouvert les inscriptions pour les élections locales en Cisjordanie prévues le 13 mai 2017.
Le 9 avril 2017, la Commission électorale centrale a de nouveau publié des listes de candidats, 179 organismes locaux soumettant une liste qui les a fait gagner automatiquement, et aucune liste n'a été avancée dans 56 organismes locaux.
Le 29 avril 2017, la Commission électorale centrale a publié le compte rendu final des listes électorales et des candidats. Il a déclaré que les élections se tiendraient dans 145 organes locaux, où 4 411 candidats se disputeraient 1 561 sièges, tandis que dans 181 organes locaux, une seule liste électorale présentera un candidat contenant un total de 1 683 candidats, ce qui leur permettra de gagner par acclamation le jour du scrutin.
Le 13 mai 2017, des élections ont eu lieu dans 152 organes locaux sur 391 en Cisjordanie.

## Résultats
Les élections ont eu lieu dans 326 organes locaux avec 3 253 sièges. 420 682 électeurs sur 787 386 électeurs éligibles ont voté aux élections, le taux de participation atteignant 53,4 %. Les listes électorales de 181 communes ont été remportées par acclamation car une liste électorale n'en expliquait pas les autres au sein de la collectivité locale. Le scrutin a eu lieu dans 145 organes locaux pour 1 552 sièges au conseil. Le pourcentage de votes blancs était d'environ 1,3 %, tandis que les votes invalides étaient d'environ 2,75 %.] Aux élections municipales Hébron, qui a remporté la présidence du conseil municipal. Il a dénoncé, affirmant que le terroriste «l'électionner comme maire d'Hébron est un message clair de la part des Palestiniens [en faveur des] attentats terroristes contre Israël». Le président palestinien Mahmoud Abbas a également appelé à l'annulation des élections.